# Сильвестр (Рудницький)
Сильве́стр Рудни́цький-Любенéцький (світське ім'я Стефан Рудницький-Любенецький (іноді Лубенецький) гербу Сас, пол. Sylwester (Stefan) Rudnicki-Lubieniecki herbu Sas, 1712/1713, Волинь — 7 травня 1777) — унійний релігійний діяч, єпископ Української греко-католицької церкви; з 8 травня 1750 року — єпископ Луцький і Острозький.

## Життєпис
Народився в шляхетській родині латинського обряду на Волині. Батько — Олександр, мати — Маріанна з Тимінських.
Навчався в Римі, 1736 року вступив до ЧСВВ, був висвячений на священника братом Теодозієм. Був лаврівським ігуменом, канівським архимандритом (перед 1748), вікарієм та генеральним офіціялом митрополичої єпархії, генеральним комісаром «дібр столових» поліських та українських митрополита Флоріяна Гребницького (перед 1750). На початку 1750 року став архимандритом в Овручі («багата посада»), подавши у відставку з посади у Каневі. 17 листопада 1751 року після смерті брата Теодосія отримав номінацію на посаду Луцького (інші дані: був обраний на єпископа Луцького 8 травня 1750) та Острозького єпископа УГКЦ. Свячення отримав 4 березня 1752 року. Брав участь в конгресах ієрархів УГКЦ 1753, 1758, 1762, 1764 років. У 1757 році — візитатор української частини греко-Католицької Церкви. У 1772 році через відсутність митрополита Пилипа Володковича керував генеральною капітулою Василіян у Бересті. У 1773 році спільно з Максиміліяном Рилом — комісар щодо врегулювання взаємних претензій між митрополитом та його коад'юторами Антіном Млодовським і Левом Шептицьким. Гуго Коллонтай вважав його «освіченою людиною», що намагалась підняти освітній рівень духовенства єпархії, його престиж. Організував школу для кандидатів на священників УГКЦ при резиденції в Рожищі. В Луцьку: сприяв початку будівництва катедри УГКЦ; організував семінарію при катедрі, знову організував катедральну капітулу УГКЦ. В 1773 році домігся коронації ікони Матері Божої в Почаївській Лаврі.
Микола Василь Потоцький його та Лева Шептицького призначив виконавцями та протекторами свого заповіту.
Фундатор церкви святої Покрови у Талимичах поблизу Зимного — філіяльного храму Успенської церкви Зимненського монастиря.
Помер 7 травня 1777 року, похований в Луцьку.

## КоронаціяПочаївської чудотворної ікони
1770 року владика Сильвестр, за дорученням папи Климента XIV, особисто очолив вивчення чуд, що ставались перед Почаївською іконою Пресвятої Богородиці. 24 червня 1770 року єпископ передав до Риму результати своїх досліджень. 1 травня 1773 року Апостольський Престол в Римі видає декрет, яким дозволяється коронувати Почаївську Чудотворну ікону. Особистий папський посланець з Ватикану привіз до Почаєва дві золоті корони — одну для Богоматері, другу для Спасителя. З цієї нагоди єпископ Сильвестр видав окреме послання до вірних Луцької єпархії. 8 вересня 1773 року разом з Холмським єпископом Максиміліаном Рилом владика провів коронацію чудотворної ікони.